# Schloss Laasan

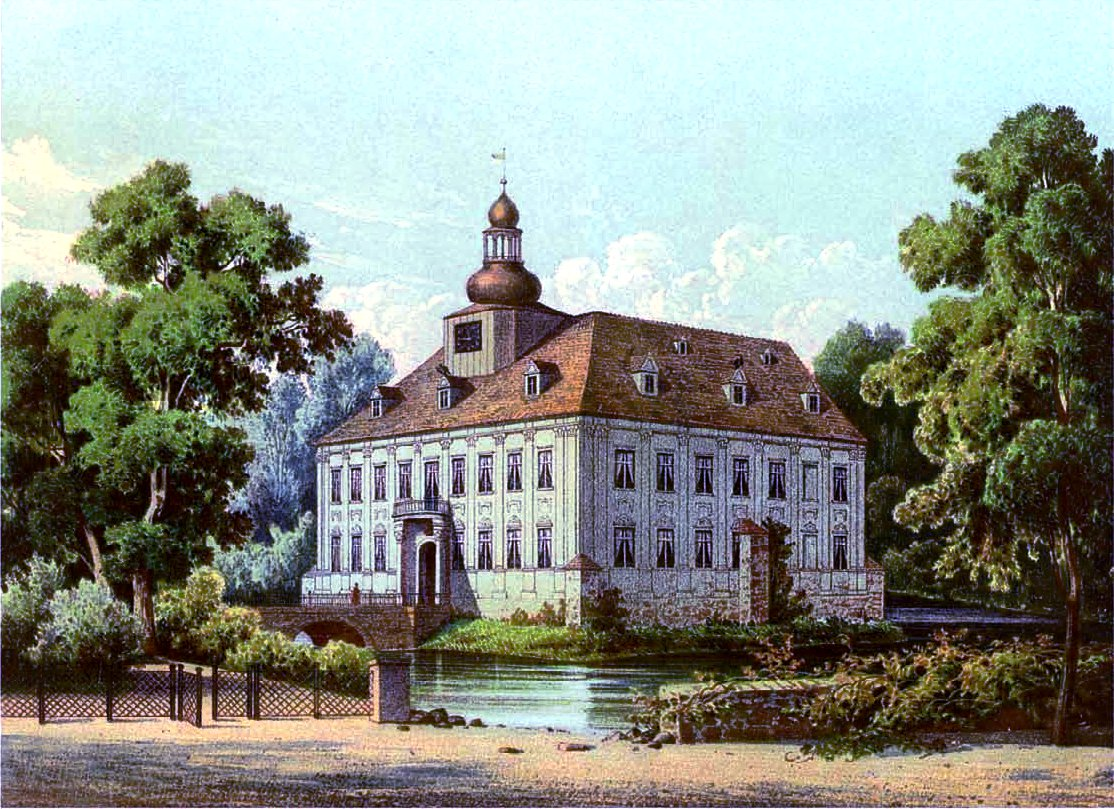
Schloss Laasan, Sammlung Duncker, 2. Hälfte des 19. Jahrhunderts

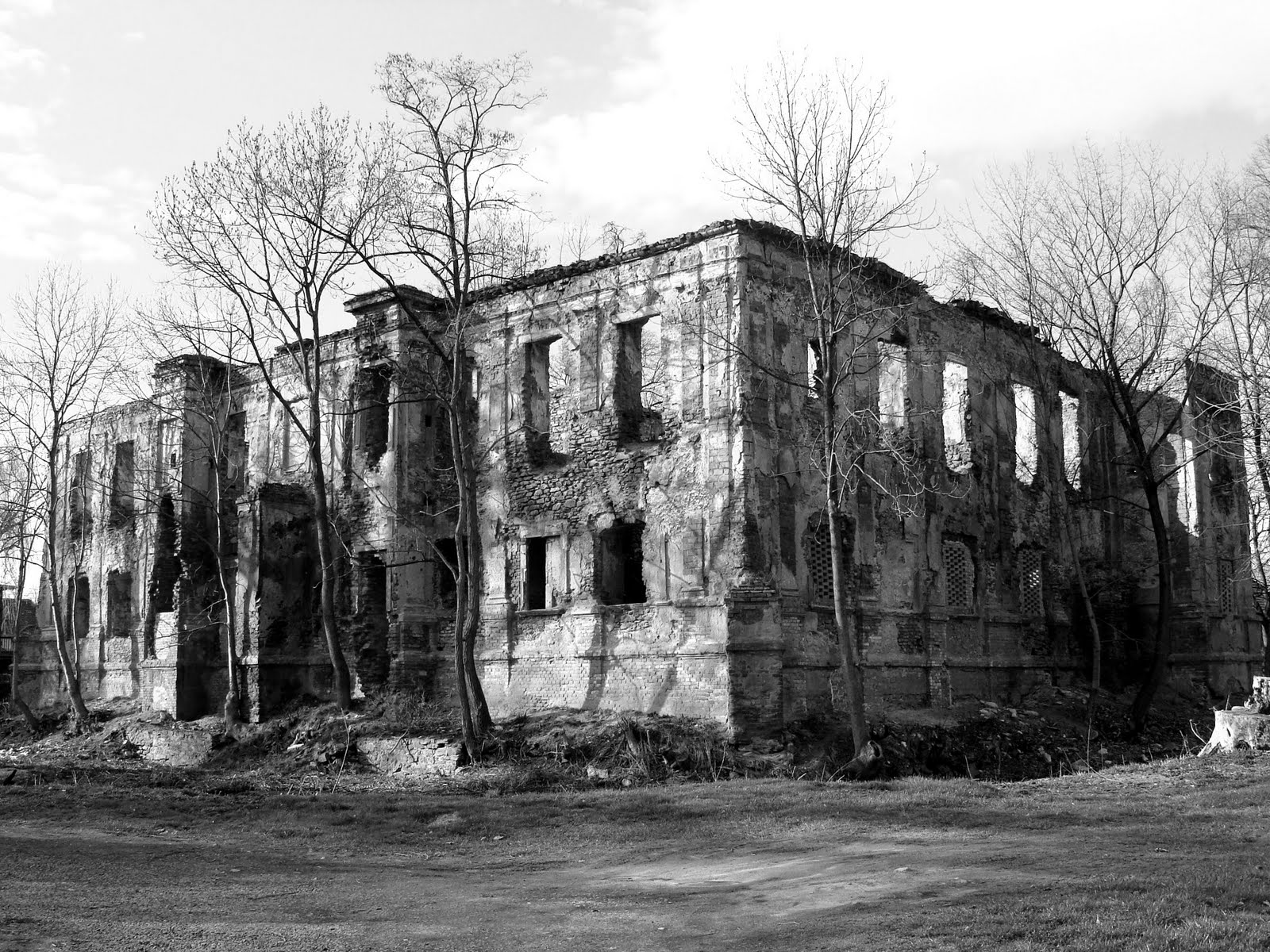
Gesamtansicht der Ruine in 2010

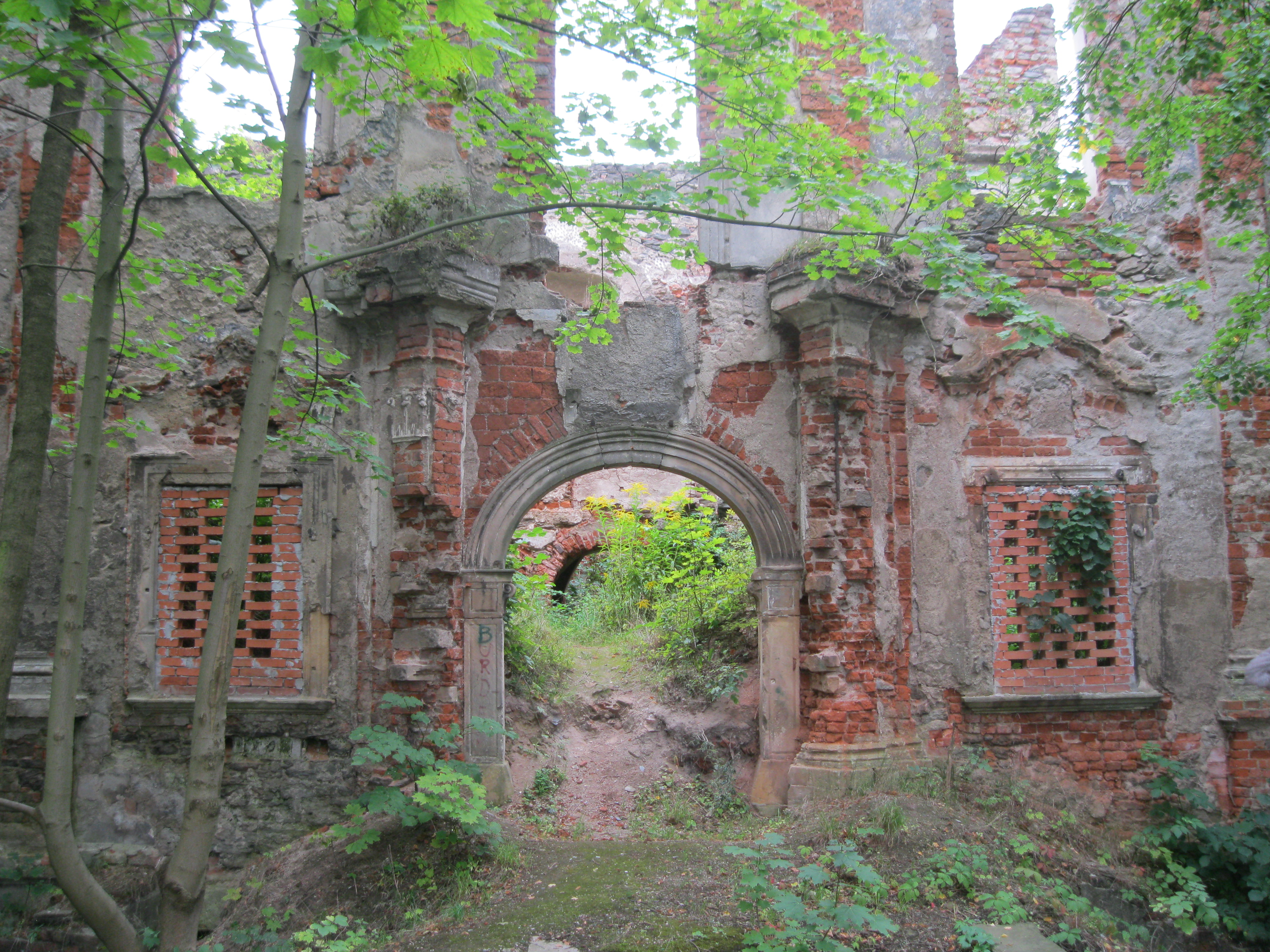
Schlossruine

Die Ruine von Schloss Laasan (auch Schloss Lazan, polnisch Pałac w Łażanach) befindet sich in Łażany (deutsch: Laasan) im Powiat Świdnicki (Kreis Schweidnitz) in der Woiwodschaft Niederschlesien in Polen.

## Geschichte
Von Anfang des 14. Jahrhunderts war es im Besitz der Herren von Seidlitz. Sie errichteten an der Stelle des späteren Schlosses einen Rittersitz mit Wassergraben. Es kann angenommen werden, dass er als befestigter Wohnsitz ähnlich einer Wasserburg angelegt war.
Das Dorf Laasan, das zum Herzogtum Schweidnitz gehörte, fiel 1368 erbrechtlich an die Krone Böhmen.
Spätere Besitzer des Rittersitzes waren ab 1450 die Herren von Mühlheim auf Puschkau. Nach Einführung der Reformation war der Rittersitz ab 1600 im Besitz der Herren von Zedlitz auf Peterwitz. Sie vereinten die Rittergüter Laasan, Saarau, Peterwitz und Neudorf (Nowice) zu einem Majorat und errichteten in Laasan ein Renaissanceschloss. 1622 wurden die Freiherren von Nostitz Majoratsbesitzer. Unter Verwendung älterer Teile aus dem ursprünglichen Renaissanceschloss errichtete Karl Gottlieb von Nostitz um 1720 das Wasserschloss im Stil des Barock. Im Ersten Schlesischen Krieg 1741 fielen Ort und Schloss an Preußen. 1743 heiratete Beate Abigail von Siegroth, seit 1741 Witwe nach Karl Gottlieb von Nostitz, den preußischen Generalfeldmarschall Wilhelm Dietrich von Buddenbrock. Deren Erben waren die Grafen von Burghauß, denen 1885 die Grafen von Pfeil-Burghauß folgten.
Nachdem der Breslauer Landeshauptmann Heinrich von Lazan, der zugleich königlich böhmischer Kämmerer war, die Herrschaft Bechin in Südböhmen erworben hatte, nannten sich seine Nachkommen Bechinie von Lazan.

## Bauwerk
Das ursprünglich vierflügelige Renaissanceschloss in Ziegelbauweise wurde mit Arkade und einem gesäumten Innenhof errichtet. Aus dieser Zeit stammen Spolien, die während des Umbaus im Stil des Barock um 1720 überputzt wurden. Zugleich wurde die Schlossfassade mit korinthischen Kolossalpilastern gegliedert. In der ersten Hälfte des 19. Jahrhunderts wurde um das Schloss ein Landschaftspark angelegt, von dem eine Pergola als Ruine erhalten ist. Das Schloss wurde bei Kriegsende 1945 schwer beschädigt und nicht wieder aufgebaut.